# Hamataliwa leporauris
Espèce
Hamataliwa leporauris est une espèce d'araignées aranéomorphes de la famille des Oxyopidae.

## Distribution
Cette espèce est endémique de Taïwan. Elle se rencontre à Kaohsiung et dans le comté de Taitung.

## Description
Le mâle holotype mesure 7,0 mm et la femelle paratype 8,9 mm,.

## Systématique et taxinomie
Cette espèce a été décrite par Lo, Cheng et Lin en 2024.

## Publications originales
- Lo, Cheng & Lin, 2024 : « Correction: integrative species delimitation and five new species of lynx spiders (Araneae, Oxyopidae) in Taiwan. » PLoS One, vol. 19, no 12, e0316369, p. 1-3.
- Lo, Cheng & Lin, 2024 : « Integrative species delimitation and five new species of lynx spiders (Araneae, Oxyopidae) in Taiwan. » PLoS One, vol. 19, no 5, e0301776, p. 1-46.